# Стафилокиназа
Стафилокиназа — активатор плазминогена, производимый определенными штаммами золотистого стафилококка. Ген стафилокиназы был клонирован из геномной ДНК лизогенного штамма золотистого стафилококка. Обладает фибринолитическим действием.

## Механизм действия
При добавлении стафилокиназы в плазму человека, содержащую фибриновый сгусток, наблюдается ее слабая реакция с плазминогеном в плазме, однако, стафилокиназа реагирует со следами плазмина в концентрации 3 ppm на поверхности сгустка с высоким сродством, с образованием комплекса плазмин-стафилокиназа, который эффективно активирует плазминоген в плазмин на поверхности сгустка.
Плазмин-стафилокиназа и плазмин, связанные с фибрином, защищены от ингибирования α2-антиплазмином. При высвобождении из тромба (или образовании в плазме) комплекс плазмин-стафилокиназа быстро ингибируется α2-антиплазмином. При отсутствии тромба в плазме α2-антиплазмин быстро нейтрализует комплекс плазмин-стафилокиназа, высвобождая активную молекулу стафилокиназы, позволяя ей рециркулировать. Рециркуляция стафилокиназы снижает применяемую дозу в клинических условиях и делает ее независимой от массы тела . 
Ингибирование комплекса плазмин-стафилокиназа в плазме происходит более чем в 100 раз выше, чем в тромбе, что делает стафилокиназу высокоселективной к фибрину и предотвращает системное образование плазмина из плазминогена . Таким образом, риск кровотечения при использовании стафилокиназы ниже, чем при использовании других неселективных к фибрину активаторов плазминогена.
Уникальные молекулярные взаимодействия между стафилокиназой, плазминогеном, плазмином, α2-антиплазмином и фибрином наделяют молекулу стафилокиназы механизмом высокой фибрин-селективности в плазменном среде. Фибрин-селективность повышает терапевтическую эффективность, не допуская активации системного плазминогена с «обкрадыванием плазминогена» плазмин-опосредованных протромботических эффектов, и может повысить безопасность, избегая системного фибринолитического состояния.
Расширенный кинетический анализ реакции стафилокиназы с плазмином показал, что ее каталитическая активность в 1000 раз выше, чем у другого известного активатора плазминогена алтеплазы.

## Применение
В России в медицинской практике широко используется препарат Фортелизин® — рекомбинантный белок, содержащий аминокислотную последовательность неиммуногенной стафилокиназы (производитель - ООО "СупраГен").
В исследовании ФРИДОМ1 неиммуногенная стафилокиназа дозе 15 мг была не менее эффективна тенектеплазы (Метализе®); отсутствие внутричерепных кровоизлияний и высокая эффективность неиммуногенной стафилокиназы позволили ее зарегистрировать для лечения пациентов с острым инфарктом миокарда с подъемом сегмента ST (ОИМпST). В настоящее время в России препарат неиммуногенной стафилокиназы входит в Клинические рекомендации и стандарты лечения пациентов с ОИМпST.
С 2021 года в России неиммуногенная стафилокиназа применяется для лечения ишемического инсульта в первые 4,5 часа после начала симптомов . Данные эффективности и безопасности (Неиммуногенная рекомбинантная стафилокиназа в сравнении с альтеплазой у пациентов с острым ишемическим инсультом через 4,5 ч после появления симптомов в России (FRIDA): рандомизированное, открытое, многоцентровое исследование не меньшей эффективности в параллельных группах) опубликованы в авторитетном международном журнале Lancet Neurology в сентябре 2021 года. Препарат неиммуногенной стафилокиназы легко вводить в виде быстрого однократного болюса (10 с) в единой дозе 10 мг у пациентов с ишемическим инсультом с любой массой тела, что делает его удобным для применения.
В 2023 году было завершено клиническое исследование FORPE, в котором представлены результаты использования неиммуногенной стафилокиназы у пациентов с массивной тромбоэмболией легочной артерии высокого риска с гемодинамической нестабильностью. Неиммуногенная стафилокиназа показала высокую эффективность и безопасность, ее применение не сопровождалось развитием кровотечений и геморрагического инсульта. В исследовании FORPE впервые по результатам мультиспиральной компьютерной томографии с контрастированием легочных артерий показано значительное уменьшение тромботических масс и снижение признаков дисфункции правого желудочка после проведения тромболизиса неиммуногенной стафилокиназой. Механизм действия неиммуногенной стафилокиназы позволяет использовать ее в единой дозе 15 мг вне зависимости от массы тела пациентов. Результаты исследования FORPE в 2024 году опубликованы в высокорейтинговом издании Journal of Thrombosis and Haemostasis .